# ハンブレン郡 (テネシー州)
ハンブレン郡（英: Hamblen County）は、アメリカ合衆国テネシー州の東部に位置する郡である。2010年国勢調査での人口は62,544人であり、2000年の58,128人から7.6%増加した。郡庁所在地はモリスタウン市（人口29,137人）であり、同郡で人口最大の都市でもある。
ハンブレン郡はグレンジャー郡とジェファーソン郡と共に、モリスタウン大都市圏を構成しており、またノックスビル・セビアビル・ラフォレット広域都市圏に属している。

## 歴史
ハンブレン郡は1870年にジェファーソン郡、グレンジャー郡、グリーン郡のそれぞれ一部を合わせて設立された。郡名は初期開拓者、土地所有者、弁護士、および長年ホーキンス郡の郡政委員を務めたヘゼキア・ハンブレン（1775年-1854年）に因んで名付けられた。

## 地理
アメリカ合衆国国勢調査局に拠れば、郡域全面積は176平方マイル (455.8 km2)であり、このうち陸地161平方マイル (417.0 km2)、水域は15平方マイル (38.8 km2)で水域率は8.39%である。

### 隣接する郡
- ホーキンス郡 - 北東
- グリーン郡 - 東
- コック郡 - 南
- ジェファーソン郡 - 南西
- グレンジャー郡 - 北西

## 人口動態

2000人口ピラミッド

以下は2010年国勢調査による人口統計データである。
| 基礎データ - 人口: 62,544人 - 世帯数: 29,693 世帯 - 家族数: 17,161 家族 - 人口密度: 138人/km2（388人/mi2） - 住居数: 24,560軒 - 住居密度: 59軒/km2（153軒/mi2） 人種別人口構成 - 白人: 84.2% - アフリカン・アメリカン: 4% - ネイティブ・アメリカン: 0.3% - アジア人: 0.7% - 太平洋諸島系: 0.1% - ヒスパニック・ラテン系: 10.7% 年齢別人口構成 - 18歳未満: 23.3% - 18-24歳: 5.7% - 25-44歳: 25.7% - 45-64歳: 26.7% - 65歳以上: 15.9% - 年齢の中央値: 40歳 - 性比（女性100人あたり男性の人口） - 総人口: 94.9 - 18歳以上: 92.3 | 世帯と家族（対世帯数） - 18歳未満の子供がいる: 28.4% - 結婚・同居している夫婦: 51.3% - 未婚・離婚・死別女性が世帯主: 13.1% - 非家族世帯: 30.1% - 単身世帯: 25.7% - 65歳以上の老人1人暮らし: 11.2% - 平均構成人数 - 世帯: 2.51人 - 家族: 2.98人 収入と家計 - 収入の中央値 - 世帯: 39,807米ドル - 家族: 48,353米ドル - 性別 - 男性: 36,166米ドル - 女性: 27,094米ドル - 人口1人あたり収入: 21,162米ドル - 貧困線以下 - 対人口: 17.7% - 対家族数: 13.2% - 18歳未満: 15.7% - 65歳以上: 19.3% |

## 都市と町
- モリスタウン - 郡庁所在地
- ホワイトパイン

### 未編入の町
- アルファ
- ラッセルビル
- タルボット
- ホワイツバーグ